# Guaraní Antonio Franco
Guaraní Antonio Franco – argentyński klub piłkarski z siedzibą w mieście Posadas leżącym w prowincji Misiones.

## Osiągnięcia
- Udział w mistrzostwach Argentyny Nacional (4): 1971, 1981, 1982, 1985
- Mistrz ligi prowincjonalnej Liga Posadeña de Fútbol (35): 1937, 1938, 1940, 1943, 1954, 1955, 1956, 1957, 1959, 1961, 1962, 1964, 1965, 1966, 1967, 1968, 1970, 1972, 1973, 1978, 1979, 1981, 1982, 1983, 1985, 1987, 1991, 1995, 2000, 2002, Clausura 2004, Clausura 2005, Clausura 2006, 2011, Apertura 2022.

## Historia
Klub założony został 12 czerwca 1932 roku i gra obecnie w czwartej lidze argentyńskiej Torneo Argentino B. W sezonie 1986/87 Guaraní Antonio Franco awansował do drugiej ligi, z której spadł bardzo szybko, bo już w sezonie 1987/88.